# Бартка, Дэвид
Дэвид Майкл Бартка (англ. David Burtka; род. 29 мая 1975, Дирборн, Мичиган, США) — американский актёр и профессиональный шеф-повар. Известен ролями в театре и на телевидении. После роли в сериале «Как я встретил вашу маму» Бартка получил известность из-за отношений с Нилом Патриком Харрисом.

## Ранняя жизнь
Бартка родился в Дирборне, штат Мичиган, в семье Деборы А. Заяс (1948–2008) и Дэниела Бартки. Он польского происхождения. Вырос в Кантоне, Мичиган, и окончил среднюю школу Салема в 1993 году. Брал уроки актёрского мастерства в Интерлошенском центре искусств, и получил степень бакалавра изящных искусств в Мичиганском университете, после чего продолжил обучение в студии Уильяма Эспера.

## Актёрская карьера
Бартка дебютировал на телевидении в 2002 году с гостевой ролью в сериале «Западное крыло», а также появился в одном из эпизодов шоу «Расследование Джордан» в 2005.
В 2003 он дебютировал на Бродвее в мюзикле «Цыганка», главную роль в которой исполнила Бернадетт Питерс. Бартка сыграл роль парня в офф-бродвейской постановке «Пьеса про младенца» Эдварда Олби, за которую выиграл Премию имени Кларенса Деруэнта в категории «Самый многообещающий мужской исполнитель» в 2001 году.
В 2004 году исполнил роль Мэтта в мюзикле «Противоположность секса», а позже повторил свою роль в рамках выступлений в 2006 году. После он сыграл в ряде постановок в театре, таких как «Коза, или Кто такая Сильвия?», «Красота» и «Красавица и чудовище».
Бартка появился в семи эпизодах сериала «Как я встретил вашу маму», где исполнил роль Скутера, школьного парня Лили Олдрин (Элисон Ханниган).
По словам его супруга Нила Патрика Харриса, Бартка частично завершил профессию актёра, чтобы стать профессиональным шеф-поваром. Летом 2009 года он окончил кулинарную школу «Le Cordon Bleu College of Culinary Arts» в Пасадине, и вскоре начал управлять кейтеринговой компанией «Gourmet M.D».
В 2015 году Бартка вернулся на Бродвей с ролью в мюзикле «Это должен быть ты».

## Личная жизнь

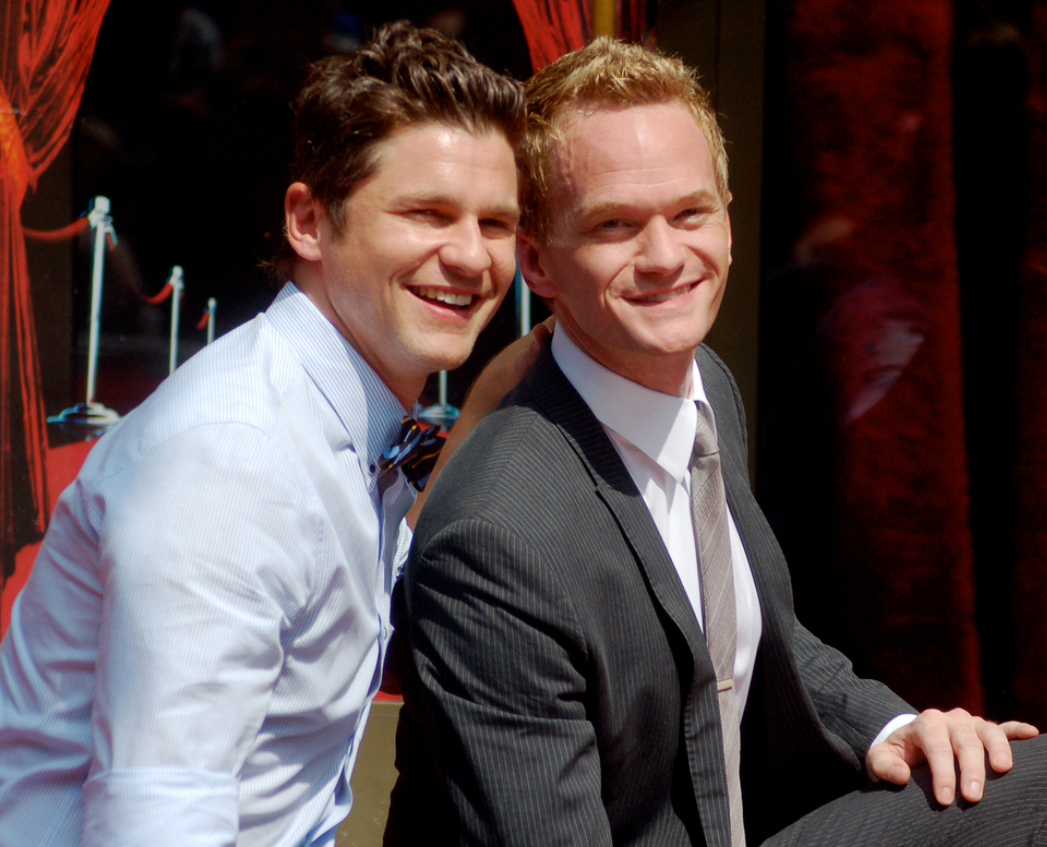
Бартка с мужем, Нилом Патриком Харрисом, в сентябре 2011 года.

Спустя шесть месяцев после появления Бартки в сериале «Как я встретил вашу маму», в прессе начала распространяться информация, что он получил роль из-за романтических отношений с одним из актёров сериала — Нилом Патриком Харрисом. Спекуляции вокруг этой истории в конечном итоге привели к каминг-ауту Харриса, который тот совершил в ноябре 2006 года. И хоть Бартка никак не отреагировал на общественный резонанс, Харрис вскоре заявил, что они начинают жить вместе. Они начали встречаться в апреле 2004 года, и впервые появились на публике в качестве пары на церемонии вручения наград премии «Эмми» в сентябре 2007.
В октябре 2010 года Бартка и Харрис стали отцами двойняшек, рождёнными суррогатной матерью — у них родились сын Гидеон Скотт и дочь Харпер Грейс.
Бартка также поддерживает отношения с детьми своего бывшего партнёра, продюсера Лейна Йенджера, с которым состоял в отношениях с 1994 по 2004 год, — близнецами, рождёнными суррогатной матерью в 2000 году, для которых он, по его словам, «как дядя».
Вслед за принятием закона о равенстве брака в Нью-Йорке в июне 2011 года, Бартка и Харрис объявили о своей помолвке, отметив, что они обручились ещё пять лет назад, но держали это в секрете, до тех пор, пока однополый брак в штате, где они проживают, стал законным. 8 сентября 2014 года Харрис объявил на своей странице в Twitter, что они с Барткой поженились в Италии. Их венчание провела Памела Фрайман, режиссёр большинства эпизодов сериала «Как я встретил вашу маму», а на приёме после свадьбы выступил музыкант Элтон Джон.
Бартка и Харрис с детьми проживают в Гарлеме, одном из районов Нью-Йорка.

## Фильмография

### Кино
| Год  | Название                            | Роль         | Примечания             |
| ---- | ----------------------------------- | ------------ | ---------------------- |
| 1999 | 24 ночи                             | Тоби         |                        |
| 2007 | Open House                          | супруг       | Короткометражный фильм |
| 2007 | Worldly Possession                  | Эндрю Бейтс  | Телевизионный фильм    |
| 2007 | Driving Under the Influence         | Николс       | Короткометражный фильм |
| 2007 | Army Guy                            | Кит          | Короткометражный фильм |
| 2011 | Убойное Рождество Гарольда и Кумара | Дэвид Бартка |                        |
| 2011 | Gaysharktank.com                    |              | Короткометражный фильм |
| 2012 | Энни и цыган                        |              |                        |
| 2013 | Христианское сообщество геев        |              | Короткометражный фильм |
| 2014 | Dance-Off                           | ДТ           |                        |

### Телевидение
| Год       | Название                         | Роль                        | Примечания                     |
| --------- | -------------------------------- | --------------------------- | ------------------------------ |
| 2002      | Западное крыло                   | интерн Брюс                 | Эпизод: «The Black Vera Wang»  |
| 2005      | Расследование Джордан            | Крейг Хили                  | Эпизод: «Total Recall»         |
| 2007      | CSI: Место преступления Нью-Йорк | Дэвид Кинг                  | Эпизод: «Down the Rabbit Hole» |
| 2012      | Кукольные сны Нила               | он сам                      | 7 эпизодов                     |
| 2006—2014 | Как я встретил вашу маму         | Скутер                      | 7 эпизодов                     |
| 2014      | Королевские гонки РуПола         | он сам (приглашённый судья) | Эпизод: «Drag My Wedding»      |
| 2015      | Beat Bobby Flay                  | он сам (приглашённый судья) | Эпизод: «No Training Wheels»   |
| 2015      | Американская история ужасов      | Майкл Бек                   | Эпизод: «Curtain Call»         |
| 2015—2017 | The Kitchen                      | он сам                      | 2 эпизода                      |
| 2018      | Лемони Сникет: 33 несчастья      | мистер Уиллумс              | 2 эпизода                      |